# Bundeskriegsverfassung
Die Bundeskriegsverfassung wurde als Ergänzung zur Deutschen Bundesakte 1821 verabschiedet. Ab 1818 gab es mehrjährige Vorberatungen für eine Militärverfassung, die zum Beschluss der Bundesversammlung vom 9. April 1821 führten, in dem „Allgemeine Grundrisse“ in 24 Artikeln, festgelegt wurden, die bis zum Ende des Deutschen Bundes gültig blieben. Gleichzeitig legte der „Engere Rat“ am 12. April 1821 in 94 Paragraphen die „Näheren Bestimmungen fest, welche die Gliederung des Heeres, die Stärke der Waffengattungen, Bewaffnung, Ausbildung und Mobilmachung betrafen“.
Darin verpflichten sich die Bundesstaaten, den Bund sowie jeden einzelnen Staat gegen einen äußeren Angriff zu verteidigen und keinen Krieg gegeneinander zu führen. Der Deutsche Bund kann den Bundeskrieg gegen ausländische Mächte erklären und Frieden schließen. Alle Staaten beteiligen sich mit Kontingenten am Bundesheer, die nach einer bestimmten Matrikel erstellt wird. Es wird garantiert, dass diese Kontingente schon in Friedenszeiten aufgestellt und ständig einsatzfähig sind, inklusive ausgebildeter Reserven. Die Ernennung der Truppenbefehlshaber erfolgt durch den Kontingentsherren, bei gemischten Verbänden durch Übereinkunft. Die Militärgerichtsbarkeit unterliegt den jeweiligen Staatsgesetzen. Geregelt wird auch die Einsetzung eines Oberbefehlshabers, eines Bundesfeldherrn im Kriegsfalle durch den Bund; dieser ist nur der Bundesversammlung verantwortlich.
Die Mittel zur Durchsetzung der Bundeskriegsverfassung waren die Bundesintervention, die Bundesexekution oder die Erklärung eines Bundeskrieges. Ein Nachtragsbeschluss vom 11. Juli 1822 behandelte die Bundesfestungen. Sie erhielten einen Sonderstatus. Bundesfestungen waren Luxemburg, Mainz, Landau, Rastatt und Ulm. Des Weiteren wurde zur Bestreitung gemeinsamer Verteidigungsausgaben eine Bundesmatrikularkasse eingerichtet.